# Florida Jades
I Florida Jades sono stati una franchigia di pallacanestro della World Basketball League, con sede a Boca Raton, in Florida, attivi tra il 1991 e il 1992.
Disputarono due stagioni nella WBL, raggiungendo le semifinali nel 1991. Fallirono il 15 giugno 1992, poco prima del fallimento della lega.

## Stagioni
| Stagione | Lega | Denominazione | V  | P  | %    | Piazzamento | Play-off   |
| -------- | ---- | ------------- | -- | -- | ---- | ----------- | ---------- |
| 1991     | WBL  | Florida Jades | 30 | 21 | 58,8 | 2º          | Semifinale |
| 1992     | WBL  | Florida Jades | 9  | 10 | 47,4 | 8º          | -          |